# Кутьєв Сергій Анатолійович

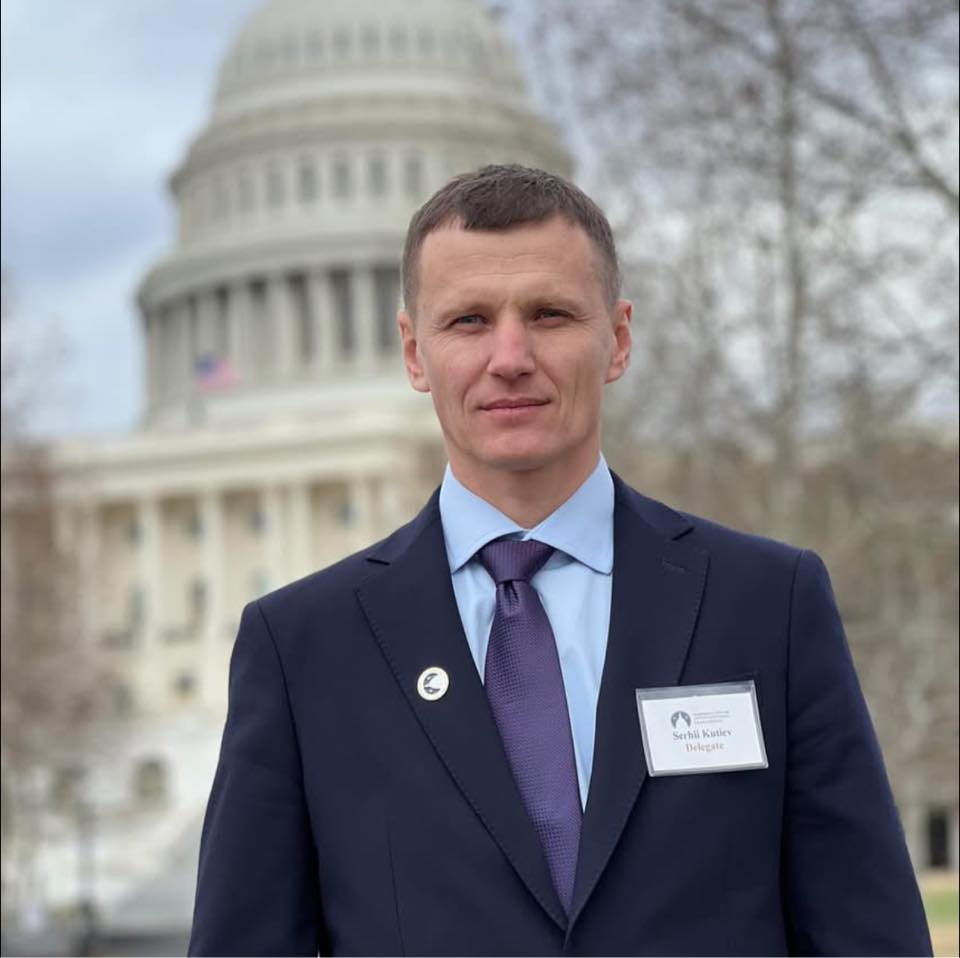
Kutiev Serhii

Кутьєв Сергій Анатолійович  (18 травня 1979, смт Веселе, Запорізька область, Українська РСР) — український державний службовець, начальник Веселівської селищної військової адміністрації Мелітопольського району Запорізької області з липня 2023 року.

## Біографія
Народився 18 травня 1979 року в селищі міського типу Веселе Веселівського району Запорізької області. Навчався у Веселівській середній школі I–III ступенів.
До призначення на посаду начальника військової адміністрації обіймав посаду першого заступника селищного голови Веселівської селищної ради.

## Діяльність
10 липня 2023 року указом Президента України Володимира Зеленського Кутьєва було призначено начальником Веселівської селищної військової адміністрації Мелітопольського району Запорізької області.

## Особисте життя
Одружений, має сина.